# Trnorep egyptský
Trnorep egyptský (Uromastyx aegyptia) je plaz z čeledi agamovití (Agamidae) a rodu Uromastyx. S celkovou délkou těla až 76 cm představuje jednoho z největších trnorepů. Přirozeně se vyskytuje od východního Egypta přes jižní Izrael, jižní a severovýchodní Jordánsko, jižní Sýrii, Irák a Írán až po jižní výspy Arabského poloostrova.
Areál výskytu napovídá, že trnorep je zvířetem otevřených suchých stanovišť, ovšem jen výjimečně se objevuje v písčitých oblastech. Na Sinajském poloostrově žije až do nadmořské výšky 1 500 metrů. Pouštní život se odráží v některých specifických adaptacích. Například v prohlubni na temeni hlavy trnorepům ráno kondenzuje voda, jíž pokrývají pitný režim za suchých dní, kdy jim nestačí jen tekutiny z potravy. Volná svraštělá kůže zase umožňuje zvětšit plochu těla a rychle se zahřát po chladných pouštních nocích. Termoregulaci trnorepové ovlivňují i účelnou barvoměnou, od černého až po bělavé či žluté zbarvení. Trnorepové žijí ve skupinách a živí se býložravě, občas hmyzem. Mimo období aktivity přebývají v norách, z nichž vystrkují pouze svůj otrněný ocas, jenž jim slouží k obraně. Do nor kladou i vejce, v jedné snůšce jich může být i více než dvacet.
IUCN pokládá tento druh za zranitelný, poněvadž jsou jeho rozdrobené populace vystaveny ztrátě přirozeného prostředí i lidskému pronásledování. Některá zvířata se stávají součástí mezinárodního obchodu se zvířaty, vyváží se zejména do Malajsie. Ačkoli pro muslimy není ještěří maso halal, lov trnorepů potvrdily např. archeologické nálezy z regionu al-Jamáma, příležitostně je snad mohou lovit i někteří beduíni.